# بنة تشهار (غرمسار كرمان)
بنة تشهار (بالفارسية: بنه چهار) هي قرية تقع في إيران في قسم غرمسار الریفي. يقدر عدد سكانها بـ 32 نسمة بحسب إحصاء 2016.